# Кочарян, Артур Вартанович
Арту́р Варта́нович Кочаря́н (арм. Արթուր Վարդանի Քոչարյան; 14 сентября 1974, Ереван, Армянская ССР, СССР) — армянский футболист, нападающий.

## Клубная карьера
В составе «Малатии» успел поиграть в советском чемпионате. В 1993 году перешёл в ереванский «Арарат». В том же сезоне стал обладателем золотых медалей чемпионата и кубка.
В дальнейшем Кочарян стал обладателем кубка в составе «Мики» в 2000 году, и золотых медалей в составе «Пюника» в 2001 году.
3 года Кочарян провёл в Ливане, выступая за бейрутские клубы «Оменмен» и «Хекмех».
В 2006 году перешёл в капанский «Гандзасар». В двух сезонах Кочарян становился лучшим бомбардиром клуба. Впоследствии перешёл в «Улисс», в котором стал лучшим бомбардиром чемпионата 2009 года с 15-ю мячами. В том сезоне Кочарян был одним из кандидатов на звание лучшего футболиста Армении.
После окончания сезона подписал контракт с «Гандзасаром» по системе 1+1. В мае 2010 года у Кочаряна на счету было 400 сыгранных матчей в официальных встречах. В сезоне 2010 Кочарян не смог бороться за титул лучшего бомбардира, виной тому стали травмы, которые получал футболист. 8-й мяч, забитый в чемпионате 2010 года, стал 137 в карьере Кочаряна в высшей лиге Армении. По завершении сезона Кочарян активировал вариант контракта «1+1», продолжив тем самым выступления за «Гандзасар». В середине сезона возник конфликт. В матче 15-го тура между «Гандзасаром» и «Улиссом» Абраам Хашманян заменил Кочаряна. Кочарян недовольный этим действием демонстративно выразил своё недовольство тренером команды после своей замены. Между игроком и тренером произошла словесная перепалка. Хашманян в одном из своих интервью высказал об отстранении Кочаряна из команды. Сам Кочарян данное высказывание посчитал преждевременным и хотел дальше выступать за «Гандзасар». В итоге конфликт удалось решить с помощью исполнительного директора команды Владика Аракеляна. Кочарян попросил прощения перед командой и болельщиками, признал своё неспортивное поведение, связав это с напряжением в чемпионате. Хашманян посчитал инцидент исчерпанным, учтя все заслуги Кочаряна.

## Карьера в сборной
В составе молодёжной сборной Кочарян провёл 10 матчей, за которую забил 4 мяча. В составе главной сборной провёл 4 матча. Один матч в 1996 году, коим стал дебютным в форме национальной сборной против сборной Марокко, в которой армянская сборная проиграла со счётом 0:6. Ещё 3 игры Кочарян провёл в 1999 году, выходя на замены. Отличиться в сборной так и не удалось.

## Достижения

### Командные достижения
«Арарат» (Ереван)
- Чемпион Армении (2): 1993, 1995
- Серебряный призёр Чемпионата Армении (1): 1996/97
- Бронзовый призёр Чемпионата Армении (1): 1994
- Обладатель Кубка Армении (4): 1993, 1994, 1995, 1996/97

«Мика»
- Обладатель Кубка Армении (1): 2000

«Пюник»
- Чемпион Армении (1): 2001

«Улисс»
- Бронзовый призёр Чемпионата Армении (1): 2009

«Гандзасар»
- Бронзовый призёр чемпионата Армении (1): 2011

### Личные достижения
- Лучший бомбардир Чемпионата Армении: 2009